# 男装女装
『 男装女装 』（だんそうじょそう、The Mystery of Angelina Frood ）は、1924年に発表されたオースティン・フリーマンの長編推理小説。
「ソーンダイク博士」の登場する第七長編。

## あらすじ
アンジェリーナ・フルードが失踪し、別居中の夫に疑いが掛かる。主治医のストレンジウェイ医師は、コブルディック刑事とともに捜査を行なうが、夫人の衣類や装身具が次々に発見され、事件は暗礁に乗り上げる。ソーンダイク博士は、科学を武器に事件の真相に挑戦する。

## 主な登場人物
- ストレンジウェイ医師 - 本作の語り手。警察に協力し、フルード夫人の失踪を捜査する。
- 謎の男 - ストレンジウェイをフルード邸まで診察に呼んだ男。名前は名乗らなかった。
- タチバール - 医療専門の就職斡旋業者。
- ピーター・バンティー - 不動産業者。 ストレンジウェイ医師と親しくなり、捜査に協力する。お洒落で痩せた二十五くらいの若者。肌がきれい。
- ジャップ - 不動産業者でバンティーの上司。 求人に応募してきたバンティーを共同経営者として雇い入れた。
- ジョコンダ・ダンクレット - ストレンジウェイの家政婦。夫は船員で航行中。
- タッカー - ワイン商店主。
- マーサ - 慈善活動家。バンティーの知人。
- マリアン - 同じく慈善活動家。
- ウィラード教授 -　考古学者。
- ギロー夫人 - アンジェリーナ宅の家政婦。
- アンジェリーナ・フルード - 失踪した女優。夫と別居中。背の高い豊かな長い髪の美人。
- ニコラス・フルード - アンジェリーナの別居中の夫。作家だが薬物に溺れている。
- リチャード・ワッツ - 簡易宿泊所の経営者。
- コブルディック刑事 - 所轄の部長刑事。
- スミス - アンジェリーナの遺品を質入れした男。偽名の可能性が高い。
- サミュエル・フーパー - 港湾作業員。
- イズラエル・バングズ - 港湾作業元締の老人。
- ソーンダイク博士 - 主人公の名探偵。
- ジャービス医師 - ソーンダイクの助手で相棒。

## 日本語訳書
- 『男装女装』 （邦枝完二訳、平凡社、世界探偵小説全集17） 1929[2]

## 特徴
- ストレンジウェイ医師の 一人称で語られ、ソーンダイク博士が物語の途中まで登場しない[3]。